# Kreuzeck (Wysokie Taury)
Kreuzeck to szczyt w grupie Kreuzeckgruppe, w Wysokich Taurach w Alpach Wschodnich. Leży w Austrii, w Karyntii. Sąsiaduje z najwyższym szczytem grupy - Polinik. Na szczyt można dostać się ze schroniska Feldnerhütte. 